# 梁伯
梁伯，春秋时期梁国君主。
前703年（周桓王十七年、鲁桓公九年、晋侯缗四年、曲沃武公十三年）秋，虢仲、芮伯、梁伯、荀侯、贾伯，共同出兵讨伐曲沃，这位梁伯应该是亡国的梁伯之前的梁国国君。
晋惠公在未继位前，流亡梁国的时候，梁伯把女儿梁嬴嫁给他。梁嬴怀孕，生下一男一女，男的叫圉，女的叫妾。梁伯扩充了疆土，修筑了很多城邑，却不能把民众迁入，把当地命名为新里，但被秦国占取了。前641年（周襄王十一年、鲁僖公十九年、晋惠公十年、秦穆公十九年），梁伯喜好大兴土木，屡次筑城而无人居住，民众疲惫不能忍受，就说：“敌人要来了。”于是在梁伯的宫室外挖沟，说：“秦国将要袭击我国。”民众害怕而溃散，秦国就趁机占取了梁国。梁国灭亡了，《春秋经》没有记载灭亡梁国的是谁，因为祸乱为梁国自取。。后来，沈尹戌针对楚国的危机，说当年梁伯在公宫旁边挖沟而民众溃散，民众于是抛弃君上。《汉书·古今人表》将他列为下中第八等。